# Aeropuerto de Arak
El Aeropuerto de Arak (en persa: فرودگاه اراک)  (IATA: AJK, ICAO: OIHR) es un aeropuerto en Arak, la capital de la provincia de Markazí en Irán. El aeropuerto, uno de los más antiguos de Irán, fue inaugurado en 1938 .
El aeropuerto fue establecido por los británicos en 1938 y nombrado Sultanabad (antiguo nombre de Arak ).
Con la presencia el domingo 9 de junio de 2013, de Mahmoud Ahmadinejad , presidente de Irán , el aeropuerto de Arak se inauguró oficialmente una nueva pista.

## Compañías y destinos
| Compañía             | Destinos         |
| -------------------- | ---------------- |
| Iran Aseman Airlines | Mashhad, Asaluyé |
| Zagros Air           | Bghdad, Najaf    |